# Ічинська Сопка
І́чинська Со́пка (рос. И́чинская Со́пка, Ичинский вулкан) — діючий стратовулкан у центральній частині півострова Камчатка, в Камчатському краї Росії. Вершина вулкана є найвищою точкою Серединного хребта.

## Географія
Вулкан розташований в південній частині Серединного хребта, на його західному схилі, є єдиним активним вулканом хребта, і єдиним активним вулканом поза активною вулканічною зоною, яка розташована в східній частині півострова. Він проявляє слабку фумарольну активність. Поблизу вулкана протікають річки Швидка Хайрюзова, Іча, Швидка Козиревська. Абсолютна висота вершини — 3607 м, за даними ВРЕ — 3621 м, а за даними сайту Global Volcanism Program — 3596 м. Відносна висота — 3125 м.
Вулкан має складну будову. З північної, західної та східної сторін розташоване широке півкільце вулканічної сомми, яку складають андезити і дацити. Сомма має ширину від п'яти до семи кілометрів, і протяжність 25 кілометрів. Усередині кільця сомми знаходяться два спарених конуси, що мають різний вік і перекривають собою південну частину сомми. Навколо конусів розташовується півкільце екструзивних куполів, складених дацитовими породами. Серед них виділяються дев'ять великих і кілька десятків малих екструзій. Особливо виділяється екструзивний купол Гигилен, розташований біля північно-східного підніжжя вулкана. 3 куполи вулкана покриті фірновою шапкою, від якої спускаються льодовики. Найвідоміші із них: Східний, Західний, Північний Довгий. На висоті близько 3000 метрів розташовані активні виходи гарячих газів (фумароли і сольфатари). Останнє виверження — відбулося в 1740 році.